# Ksar Taourirt
Le Ksar Taourirt (en arabe : قصر تاوريرت) est un village fortifié berbère dans la province de Ouarzazate, région de Draa-Tafilalet au sud-est du Maroc.
Il est situé dans la partie est de la ville de Ouarzazate, contigu à la Kasbah de Taourirt. Ses constructions en pisé ou en adobe n'ont été que peu transformées depuis la première moitié du XXe siècle. Il reste en grande partie habité. Il comporte une mosquée et il y existait une synagogue jusqu'en 1956.
Ce ksar existerait depuis le XVIIe siècle et a constitué le noyau primitif de la ville de Ouarzazate avant la création de la ville de garnison par le Protectorat français.
Une population juive habitait ce ksar depuis plusieurs siècles. Elle était évaluée à environ 130 personnes en 1951 avant les vagues d'émigration des juifs marocains.